# Теракт в Каспийске (2002)
Террористический акт в Каспийске, или теракт в Каспийске — террористический акт, произошедший во время парада, посвящённого Дню Победы 9 мая 2002 года в городе Каспийске (Дагестан). В результате теракта погибло 43 человека.
Те, кто планировал теракт в Каспийске, добились своей цели. Они хотели шокировать целую страну, отмечавшую День Победы. И они её шокировали — устроили России праздник со слезами на глазах. Потрясенный президент Путин даже сравнил организаторов пятигорского взрыва с нацистами — тот же цинизм, та же слепая жестокость, то же презрение к человеческим жизням.»«Известия», 13.05.2002
Теракт был организован Раппани Халиловым, командующим Дагестанским сектором Кавказского фронта Вооружённых сил ЧРИ.
Террористы попросили двух детей выкинуть мусор в мусорку где должны были проходить люди, это были два больших и тяжёлых пакета, личность детей не установлена. Бомбы были заложены вечером за день до теракта.
В мае 2002 года отец Раппани — Абдулла Халилов — на пресс-конференции в здании МВД Дагестана публично отрёкся от сына в связи с обвинениями в том, что он причастен к теракту в Каспийске.

Ты — мой первый враг. Если поймаю, я лично тебя сожгу.

Сам Халилов отвергал эти обвинения, утверждая, что никогда не устраивал террористических актов против мирных жителей, нападая исключительно на представителей правоохранительных органов, сотрудников спецслужб и военнослужащих.
В 2006 году о расследовании этого теракта высказывался генерал армии В. И. Варенников:

Вспомните памятный теракт в Каспийске 9 мая 2002 года. Месяц не могли даже напасть на след. Послали известного профессионала, которого некогда «съел» Рушайло, будучи главой МВД. И этот профессионал отыскал всех, а это с два десятка человек, вывел на чистую воду и отдал под суд..

Из состава бригадного оркестра, маршировавшего в тот день в Каспийске, в живых остался Илья Попов, потерявший ногу. В 2014 году он в составе паралимпийской сборной России по следж-хоккею стал серебряным призёром Паралимпийских игр в Сочи.